# Amiga 2000
Il Commodore Amiga 2000 (comune abbreviazione: Amiga 2000) è un personal computer della Commodore International basato sulla piattaforma informatica Amiga. È stato presentato (assieme all'Amiga 500) l'8 gennaio 1987 al Winter Consumer Electronics Show (8–11 gennaio 1987 – Las Vegas Convention Center – Las Vegas, Nevada, USA) e commercializzato dal febbraio 1987 al 1993.
L'Amiga 2000 è una evoluzione dell'Amiga 1000 con cui mantiene compatibilità software. Evoluzione dell'Amiga 2000 è l'Amiga 3000, commercializzato da Commodore International a partire dal giugno 1990. Sebbene l'Amiga 3000 nasca per soppiantare l'Amiga 2000, l'Amiga 2000 continuò ad essere commercializzato anche dopo la fine della commercializzazione dell'Amiga 3000, quando la sua evoluzione (l'Amiga 4000) era in commercio già da un anno.
In quanto differenti solo per schede d'espansione installate e/o drive installati e/o software in dotazione, più che veri e propri nuovi modelli, sono varianti dell'Amiga 2000 i seguenti computer di Commodore International: Amiga 2000HD, Amiga 2500, Amiga 2500/30, Amiga 2500UX e Amiga 1500.

## Versioni
Sono state commercializzate due diverse versioni di Amiga 2000: una destinata ai Paesi utilizzanti lo standard televisivo PAL, l'altra destinata ai Paesi utilizzanti lo standard televisivo NTSC.

## Descrizione
L'Amiga 2000 si presenta in case desktop con due periferiche in dotazione: una tastiera alfanumerica con tastierino numerico e un mouse a due tasti. Il display video, necessario per l'utilizzo dell'Amiga 2000, deve essere reperito a parte collegando all'Amiga 2000 un monitor o un televisore. Di serie l'Amiga 2000 ha 1 MiB di RAM e 1 floppy disk drive da 3,5" DS/DD.
I miglioramenti rispetto all'Amiga 1000 riguardano soprattutto l'espandibilità attraverso l'implementazione di 9 slot per generiche schede d'espansione (5 slot Zorro II e 4 slot ISA), 1 slot per schede video e 1 slot per schede CPU (similmente a quanto fece dieci anni dopo, nel 1997, l'Intel con l'implementazione dello Slot 1).
In particolare lo slot per schede CPU permise di aggiornare l'Amiga 2000 con ogni nuovo microprocessore della famiglia Motorola 68k commercializzato in seguito. Mentre per gli slot ISA furono prodotte schede d'espansione che erano una completa scheda madre per personal computer IBM compatibile e che, una volta installate sull'Amiga 2000, permettevano di avere due personal computer in uno: un Amiga e un IBM compatibile. Il sistema operativo AmigaOS, grazie al multitasking preemptive e all'interfaccia grafica WIMP di cui era dotato fin dalla sua prima versione 1.0 del 1985, gestiva l'IBM compatibile come una qualsiasi altra applicazione Amiga: in una finestra dell'interfaccia grafica WIMP e in contemporanea ad altre applicazioni.
Tali caratteristiche resero l'Amiga 2000 uno dei personal computer più longevi di tutti i tempi, fu commercializzato infatti per sei anni, dal 1987 al 1993, in un periodo di grande attività ed espansione del mercato che vedeva superato un personal computer dopo soli pochi mesi dalla sua introduzione.

## Impieghi
L'Amiga 2000 fu molto usato per creare effetti grafici nel mondo della TV con speciali schede di espansione e appositi software.

## Scheda madre
Durante i sette anni in cui l'Amiga 2000 è rimasta in produzione, la scheda madre ha subito varie revisioni e una riprogettazione. Inizialmente la scheda madre è stata progettata da un team di ingegneri della filiale tedesca della Commodore International Ltd., la Commodore Büromaschinen GmbH (unica filiale in Europa a fare ricerca e sviluppo). In seguito la scheda madre è stata riprogettata da un team di ingegneri della filiale statunitense Commodore Business Machines Inc. (quartier generale e principale centro di ricerca e sviluppo della Commodore International Ltd.). In conseguenza a tale riprogettazione è nata la distinzione Amiga 2000 modello "A" (dotata di scheda madre tedesca) e Amiga 2000 modello "B" (dotata di scheda madre statunitense), distinzione diffusa solo a livello tecnico (non a livello commerciale). Nella documentazione tecnica della Commodore, per distinguere i due modelli, vengono usate le denominazioni "Amiga A2000" e "Amiga B2000". Ciò però crea confusione perché all'epoca (ad esempio negli articoli delle riviste dedicati all'Amiga) "Amiga 2000" veniva spesso abbreviato in "A2000". In seguito quindi, per maggiore chiarezza, la Commodore iniziò ad usare le denominazioni "Amiga 2000A" e "Amiga 2000B". Tali denominazioni venivano comunemente usate all'epoca dagli appassionati (ad esempio sulle riviste). Le due schede madri sono facilmente distinguibili dalla serigrafia posta su di esse: "AMIGA 2000" nella scheda madre tedesca (all'epoca della progettazione non era ancora stata decisa la riprogettazione) e "AMIGA B2000-CR" nella scheda madre statunitense. L'Amiga 2000A e l'Amiga 2000B sono facilmente distinguibili anche senza aprire il case dell'unità centrale dell'Amiga 2000 (per verificare la serigrafia posta sulla scheda madre). Nell'Amiga 2000B, sul pannello posteriore dell'unità centrale, è infatti presente un connettore RCA su cui viene fornito il video (in bianco e nero) generato dal computer (per il video a colori è presente un connettore DB-23). Tale connettore RCA non è presente nell'Amiga 2000A.

### Scheda madre "AMIGA 2000"
La scheda madre "AMIGA 2000" ha di serie 512 KiB di RAM, configurati come Chip RAM. Ma anche gli Amiga 2000 dotati di tale scheda madre, come tutti gli Amiga 2000 commercializzati, hanno di serie 1 MiB di RAM. Negli Amiga 2000 dotati di scheda madre "AMIGA 2000" i rimanenti 512 KiB di RAM, configurati come Fast RAM, sono stati implementati in una scheda d'espansione inserita nello slot CPU. Ciò comporta però l'impossibilità di utilizzare i 512 KiB di Fast RAM presenti su tale scheda d'espansione in caso si desideri installare una scheda CPU nello slot CPU (la scheda d'espansione con i 512 KiB di Fast RAM deve ovviamente essere rimossa). Sulla scheda madre "AMIGA 2000" non sono presenti zoccoli vuoti destinati all'installazione di ulteriore RAM. La scheda madre "AMIGA 2000" si differenzia poi dalla scheda madre "AMIGA B2000-CR" anche per la presenza del chip Thin Agnus invece che del chip Fat Agnus. Della scheda madre "AMIGA 2000" è stata commercializzata un'unica revisione: la revisione 4.

### Scheda madre "AMIGA B2000-CR"
La scheda madre "AMIGA B2000-CR" ha di serie 1 MiB di RAM. Anche sulla scheda madre "AMIGA B2000-CR" non sono presenti zoccoli vuoti destinati all'installazione di ulteriore RAM. Sulle revisioni della scheda madre "AMIGA B2000-CR" in cui è montato il chipset OCS, è possibile installare il chipset ECS (sulla scheda madre "AMIGA 2000" non è possibile). All'epoca era possibile far sostituire l'OCS con l'ECS nei centri di assistenza Commodore. Era anche possibile acquistare, in tali centri, il chipset ECS ed eseguire personalmente la sostituzione. Era però necessario avere praticità con i circuiti elettrici: per montare l'ECS al posto dell'OCS è necessario modificare alcune piste del circuito stampato della scheda madre.

#### Revisione 6
La principale differenza delle revisioni 6 e 6.x, rispetto alle revisioni 4.x, è la presenza di serie di 1 MiB di Chip RAM (le revisioni 4.x hanno invece di serie 512 KiB di Chip RAM). Le revisioni 6 e 6.x sono uguali alla scheda madre "AMIGA 2000" per il fatto di non avere Fast RAM installata sulla scheda madre. La revisione 6 della scheda madre è affetta da due bug. Il primo bug può generare dei crash durante la fase di avvio del computer. Il secondo bug può generare dei problemi con alcune schede d'espansione.

#### Revisione 6.1
La revisione 6.1 della scheda madre risolve il bug della revisione 6 che può generare dei crash durante la fase di avvio del computer.

#### Revisione 6.2
La revisione 6.2 della scheda madre risolve il bug della revisione 6 che può generare dei problemi con alcune schede d'espansione.

#### Revisione 6.3
Le principali differenze della revisione 6.3 e successive della scheda madre, rispetto alle precedenti, sono la presenza del chipset ECS invece che dell'OCS e la presenza del Kickstart 2.04 invece che del Kickstart 1.2 o 1.3.

### Tabella riassuntiva
La tabella seguente riporta tutte le revisioni della scheda madre dell'Amiga 2000 commercializzate evidenziandone le principali differenze.
| Scheda madre dell'Amiga 2000 | Scheda madre dell'Amiga 2000 | Scheda madre dell'Amiga 2000 | Scheda madre dell'Amiga 2000    | Scheda madre dell'Amiga 2000 | Scheda madre dell'Amiga 2000 | Scheda madre dell'Amiga 2000 | Scheda madre dell'Amiga 2000 |
| serigrafia                   | revisione                    | chipset di serie             | chipset di serie                | memoria centrale di serie    | memoria centrale di serie    | memoria centrale di serie    | memoria centrale di serie    |
| serigrafia                   | revisione                    | nome                         | principali chip                 | RAM volatile                 | RAM volatile                 | ROM non volatile             | ROM non volatile             |
| serigrafia                   | revisione                    | nome                         | principali chip                 | Chip RAM                     | Fast RAM                     | quantità                     | Kickstart                    |
| ---------------------------- | ---------------------------- | ---------------------------- | ------------------------------- | ---------------------------- | ---------------------------- | ---------------------------- | ---------------------------- |
| "AMIGA 2000"                 | 4                            | OCS                          | Thin Agnus, Denise e Paula      | 512 KiB                      | 0                            | 256 KiB                      | 1.2                          |
| "AMIGA B2000-CR"             | 4.1                          | OCS                          | Fat Agnus, Denise e Paula       | 512 KiB                      | 512 KiB                      | 256 KiB                      | 1.2                          |
| "AMIGA B2000-CR"             | 4.2                          | OCS                          | Fat Agnus, Denise e Paula       | 512 KiB                      | 512 KiB                      | 256 KiB                      | 1.2                          |
| "AMIGA B2000-CR"             | 4.3                          | OCS                          | Fat Agnus, Denise e Paula       | 512 KiB                      | 512 KiB                      | 256 KiB                      | 1.2                          |
| "AMIGA B2000-CR"             | 4.4                          | OCS                          | Fat Agnus, Denise e Paula       | 512 KiB                      | 512 KiB                      | 256 KiB                      | 1.2                          |
| "AMIGA B2000-CR"             | 4.5                          | OCS                          | Fat Agnus, Denise e Paula       | 512 KiB                      | 512 KiB                      | 256 KiB                      | 1.3                          |
| "AMIGA B2000-CR"             | 6                            | OCS                          | Fat Agnus, Denise e Paula       | 1 MiB                        | 0                            | 256 KiB                      | 1.3                          |
| "AMIGA B2000-CR"             | 6.1                          | OCS                          | Fat Agnus, Denise e Paula       | 1 MiB                        | 0                            | 256 KiB                      | 1.3                          |
| "AMIGA B2000-CR"             | 6.2                          | OCS                          | Fat Agnus, Denise e Paula       | 1 MiB                        | 0                            | 256 KiB                      | 1.3                          |
| "AMIGA B2000-CR"             | 6.3                          | ECS                          | Fat Agnus, Super Denise e Paula | 1 MiB                        | 0                            | 512 KiB                      | 2.04                         |
| "AMIGA B2000-CR"             | 6.4                          | ECS                          | Fat Agnus, Super Denise e Paula | 1 MiB                        | 0                            | 512 KiB                      | 2.04                         |
| "AMIGA B2000-CR"             | 6.5                          | ECS                          | Fat Agnus, Super Denise e Paula | 1 MiB                        | 0                            | 512 KiB                      | 2.04                         |

## Specifiche tecniche
- CPU: Motorola 68000 a 7,09[1] o 7,16[2] MHz.
- Chipset: prima OCS (prima con Thin Agnus in grado di indirizzare fino a 512 KiB di Chip RAM, poi con Fat Agnus in grado di indirizzare fino a 512 KiB di Chip RAM, infine con Fat Agnus in grado di indirizzare fino a 1 MiB di Chip RAM), in seguito ECS (con Fat Agnus in grado di indirizzare fino a 1 MiB di Chip RAM).
- Memoria centrale: 256 KiB (con Kickstart 1.2 o 1.3) o 512 KiB (con Kickstart 2.04) di ROM non volatile, contenenti il Kickstart, più 1 MiB di RAM volatile configurati come 512 KiB di Chip RAM (RAM accessibile sia alla CPU che ai coprocessori) e 512 KiB di Fast RAM (RAM accessibile solo alla CPU), negli Amiga 2000 con Thin Agnus o Fat Agnus in grado di indirizzare fino a 512 KiB di Chip RAM, oppure configurati come 1 MiB di Chip RAM e zero byte di Fast RAM negli Amiga 2000 con Fat Agnus in grado di indirizzare fino a 1 MiB di Chip RAM.
- Grafica: 320 × 256 progressiva o 320 × 512 interlacciata a 50 Hz con 32 colori visualizzabili contemporaneamente da una palette di 4096, 640 × 256 progressiva o 640 × 512 interlacciata a 50 Hz con 16 colori visualizzabili contemporaneamente da una palette di 4096.
- Suono: stereofonia a due canali audio (canale sinistro e canale destro) generata da 4 voci (2 voci per il canale sinistro e 2 voci per il canale destro) PCM con risoluzione 8 bit/28 kHz (ampiezza dei campioni/frequenza dei campioni).
- Drive di serie: 1 floppy disk drive da 3,5" DS/DD[3] (alloggiato nel case del computer) in grado di memorizzare sul floppy disk fino a 880 KiB formattando con file system Amiga.
- Vani per drive generici: 2 da 3,5" (di cui 1 occupato dal floppy disk drive) e 1 da 5,25" (tutti e tre accessibili esternamente).
- Connessioni esterne: 1 connettore DB-25 maschio per interfaccia seriale RS-232, 1 connettore DB-25 femmina per interfaccia parallela Centronics, 1 connettore DB-23 femmina per floppy disk drive esterni, 1 connettore DB-23 maschio per interfaccia video,[7] 1 connettore RCA per uscita video monocromatica nel formato video composito (non presente negli Amiga 2000 modello A), 1 connettore RCA per uscita audio monofonica o del canale stereo sinistro, 1 connettore RCA per uscita audio del canale stereo destro, 2 connettori DE-9 maschi per mouse, joystick, tavoletta grafica, ecc., 1 connettore DIN femmina a cinque contatti per la tastiera.
- Sistema operativo di serie: prima AmigaOS 1.2, in seguito AmigaOS 1.3, infine AmigaOS 2.04 (sistema operativo dotato, fin dalla prima versione 1.0 del 1985, di multitasking preemptive e doppia shell: una con interfaccia a riga di comando e una con interfaccia grafica WIMP a colori).
- Periferiche di serie: tastiera alfanumerica con tastierino numerico, mouse a due tasti.

## Accessori Commodore
Di seguito sono elencati gli accessori Commodore commercializzati per l'Amiga 2000.

### Monitor video
- Commodore 2002: monitor video da 14" a colori (display CRT con fosfori a persistenza normale e dot pitch di 0,42 mm; visualizza solo i modi video NTSC) in grado anche di riprodurre l'audio monofonico.
- Commodore Amiga 1081: monitor video da 14" a colori (display CRT con fosfori a persistenza normale e dot pitch di 0,39 mm; visualizza solo i modi video PAL) in grado anche di riprodurre l'audio stereofonico.[8]
- Commodore 1084: monitor video da 14" a colori (display CRT con fosfori a lunga persistenza[9] e dot pitch di 0,39 mm; visualizza solo i modi video NTSC o solo i modi video PAL)[10] in grado anche di riprodurre l'audio monofonico.
- Commodore 1084S: monitor video da 14" a colori (display CRT con fosfori a lunga persistenza[9] e dot pitch di 0,39 mm; visualizza solo i modi video NTSC o solo i modi video PAL).[11] in grado anche di riprodurre l'audio stereofonico.
- Commodore 2080: monitor video da 14" a colori (display CRT con fosfori a lunghissima persistenza[12] e dot pitch di 0,39 mm; visualizza solo i modi video NTSC o solo i modi video PAL).[13] in grado anche di riprodurre l'audio monofonico.
- Commodore A2024: monitor video da 15" in bianco e nero 
 (display CRT con fosfori a lunghissima persistenza;[12] visualizza solo i modi video NTSC, PAL e A2024).[14]
- Commodore 1950: monitor video da 14" a colori 
 (display CRT con fosfori a persistenza normale e dot pitch di 0,31 mm; visualizza tutti i modi video dell'Amiga 2000[15] ad eccezione dei modi video A2024).
- Commodore 1960: monitor video da 14" a colori 
 (display CRT con fosfori a persistenza normale e dot pitch di 0,28 mm; visualizza tutti i modi video dell'Amiga 2000[15] ad eccezione dei modi video A2024).

### Monitor audio
- Commodore A10: due monitor audio per la riproduzione dell'audio stereofonico.[16]

### Unità a disco
- Commodore A2010: floppy disk drive interno da 3,5" DS/DD.
- Commodore A2020: floppy disk drive interno da 5,25" SS/DD.
- Commodore A1011: floppy disk drive esterno da 3,5" DS/DD.

### Schede d'espansione
- Commodore A2620: scheda CPU (Motorola 68020 a 14,2 MHz) e di memoria (2 o 4 MiB[17] di Fast RAM a 32 bit).
- Commodore A2630: scheda CPU (Motorola 68030 a 25 MHz) e di memoria (2 o 4 MiB[17] di Fast RAM a 32 bit).
- Commodore A2052: scheda di memoria (2 MiB di Fast RAM a 16 bit).[18]
- Commodore A2058: scheda di memoria (2, 4 o 8 MiB[19] di Fast RAM a 16 bit).
- Commodore PC5060: scheda controller con disk controller ST-506 (massimo 2 hard disk drive collegati).
- Commodore A2090: scheda controller con peripheral controller SCSI (massimo 7 periferiche collegate) e disk controller ST-506 (massimo 2 hard disk drive collegati), non in grado di avviare AmigaOS automaticamente in fase di boot quando è memorizzato su hard disk.
- Commodore A2090A: scheda controller con peripheral controller SCSI (massimo 7 periferiche collegate) e disk controller ST-506 (massimo 2 hard disk drive collegati), in grado di avviare AmigaOS automaticamente in fase di boot quando è memorizzato su hard disk.
- Commodore A2091: scheda controller con peripheral controller SCSI (massimo 7 periferiche collegate), in grado di avviare AmigaOS automaticamente in fase di boot quando è memorizzato su hard disk, e scheda di memoria (2 MiB di Fast RAM a 16 bit).
- Commodore A2060: scheda di rete ARCnet.
- Commodore A2065: scheda di rete Ethernet.
- Commodore A2031: scheda video (modulatore video NTSC).
- Commodore A2032: scheda video (modulatore video PAL).
- Commodore A2300: scheda video (genlock NTSC).
- Commodore A2301: scheda video (genlock PAL).
- Commodore A2320: scheda video (deinterlaciatrice dei modi video NTSC e PAL a scansione interlacciata).

### Sistema operativo
- Commodore Amiga Release 2: AmigaOS 2.04 (per gli Amiga 2000 che hanno in dotazione AmigaOS 1.2 o 1.3).
- Commodore Amiga Release 2.1: AmigaOS 2.1 (per gli Amiga 2000 che hanno in dotazione AmigaOS 1.2 o 1.3).